# Jaisingapur, Sandur
Jaisingapur là một làng thuộc tehsil Sandur, huyện Bellary, bang Karnataka, Ấn Độ.